# José Luis Espejo
José Luis Espejo Díaz (Madrid, 1983) es un docente, comisario e investigador en arte contemporáneo y sonido español. 

## Trayectoria
José Luis Espejo estudió historia del arte en Madrid, Buenos Aires y Oxford. Realizó el máster universitario en Historia del Arte Contemporáneo y Cultura Visual organizado por la Universidad Complutense de Madrid, la Universidad Autónoma de Madrid y el Museo Reina Sofía.
Comenzó a publicar sus análisis sobre cultura visual, aural y música en un blog personal llamado The Ratzinger Times. En 2007 empezó a contribuir en Mediateletipos.net, una publicación en línea dedicada a la difusión de la cultura aural, el arte sonoro, el activismo visual y la creación con nuevos medios. Tomando como punto de partida estas aportaciones, pasó a realizar sus primeras investigaciones sobre la legislación acústica, los estudios sonoros o la cultura de la escucha.
Por esa misma época fue invitado por el artista y programador Óscar Martín a cocoordinar la colección de fanzines Ursonate. Cada uno de ellos se planteaba como una plataforma de discusión sobre cuestiones relacionadas con la cultura aural —como el ruido, la inmersión sensorial, la ecoacústica, la instalación sonora...— e incluso se dedicaban monográficos a artistas como Alex Mendizabal, Roc Jimenez+Sergio Luque, Miguel Angel Ruiz. Él se encargó de organizar la participación de los colaboradores de la publicación, entre los que se incluían artistas, músicos, escritores, comisarios de exposiciones e incluso zoólogos hasta el número 00000004 del fanzine.
En 2010 se le encargó, junto a otros colaboradores de Mediateletipos.net, realizar un diseño de radio web para el Museo Reina Sofía, aunque el proyecto no se materializa hasta tiempo después. Desde entonces José Luis Espejo forma parte del equipo permanente de la Radio del Museo Reina Sofía, en la que ha comisariado encargos a artistas sonoros y ha realizado entrevistas a personalidades como Toni Negri o Susan Campos Fonseca y sus propios radioensayos en forma de podcasts, como son los llamados Cárcel de Oro. Formas de la voz y de la escucha. 1939-1953, Todo lo que se mueve existe. Del electromagnetismo al vibracionismo o El 92 cava con todo. Apagando los fusibles.
En ese mismo año comenzó a realizar talleres relacionados con la contaminación acústica de las ciudades dentro de iniciativas como Donostia Noise —realizado en el desaparecido Arteleku—, Madrid Noise (2013) y Málaga Noise (2016). También en 2015 comisarió el ciclo Resonancia. Conciertos para otra escucha para el Museo Reina Sofía, donde invitó a varios artistas a explorar las cualidades del sonido analógico en distintos espacios del histórico edificio Sabatini del Museo Reina Sofía, buscando contextos alternativos para la música contemporánea. En estas jornadas participaron artistas como Mattin, Jean-Luc Guionnet, Artur Vidal, Rhodri Davies o Itziar Okariz.
Para la Capitalidad Europea de la Cultura San Sebastián de 2016 (DSS2016) desarrolló, junto a Mikel R. Nieto, Xabier Erkizia y Lucas Rollo, un proyecto dedicado a investigar las relaciones entre la comunicación y la ciudadanía a través de instalaciones site-specific en espacios públicos. Se proponía entonces una escucha crítica y activa y tomó el nombre Entzumen Behatokia u Observatorio de la Escucha.
Entre 2016 y 2017 organizó el ciclo de conciertos Arrecife, una cita mensual en la que invitó a colectivos o agentes de Madrid a muestren su propio trabajo y compartan también sus antecedentes o referentes cercanos. Entre ellos aparecen Nelda Piña, Grupal Crew Collective, Chin Stroke o Katarina Gurska, junto con otros. En esta misma época, comisarió junto con Andrea Zarza la exposición CHARIVARIA para CentroCentro y que recogía los usos políticos del sonido y su recorrido histórico, como en el caso de las caceroladas. También incluía algunos de los primeros diseños sonoros, el trabajo de artistas sonoros en espacios públicos como aproximación a las figuras subalternas de la ciudad o la música y el sonido de las festividades comunitarias, como son los carnavales y las procesiones. La exposición contó con la obra de Akio Suzuki y Aki Onda, el arcipreste de Hita, Atahualpa Yupanqui, Escoitar, Isidoro Valcárcel Medina, José Val del Omar, Julio Caro Baroja, Llorenç Barber, Marcelo Expósito, Miguel de Cervantes, Moondog, Nicolaes Maes o Pauline Oliveros, entre otros.
Desde el año 2017 se encarga de la programación musical de Artes en Vivo del Departamento de Actividades Públicas del Museo Nacional Centro de Arte Reina Sofía. En este sentido, dentro de la institución ha comisariado eventos y actividades con artistas tales como Agnès Pe, Jesús Jara, Fran MM Cabeza de Vaca, Susana Jiménez Carmona o Sarah Rasines. Junto con lo anterior, se destaca el co-comisariado del ciclo de conciertos Archipiélago junto con Rubén Coll, centrado en romper las nociones acerca de lo que es la música experimental, las llamadas músicas del mundo, lo tradicional y popular y buscar modos de escucha más allá de los medios masivos y las imposiciones del streaming. En 2018 produjo un podcast colectivo con los resultados del programa Paraíso (in)habitado y su Paseo Flora y Fauna y, a lo largo del 2020 y 2021, un conjunto de podcasts al amparo del programa de actividades públicas llamado Ciudad Bailar. Exagerar y que tuvo lugar en Matadero Madrid. 
A lo largo de los últimos años, su trabajo se ha centrado especialmente en las condiciones materiales del arte, especialmente en las que se desarrollan en el ámbito de lo sonoro. Se encuentra desarrollando una tesis doctoral en la Universidad Carlos III de Madrid en la que trata de estudiar el impacto de las grasas de los cetáceos en los albores de la Modernidad europea y establecer conexiones con la cultura audiovisual contemporánea. Sobre este tema, ha impartido conferencias y sesiones de escucha en instituciones tales el TEA de Tenerife, el CentroCentro Cibeles o para la Fundación Thyssen-Bornemisza Art Contemporary (TBA21) de Madrid.
Coordina el Módulo de Estudios Sonoros e imparte clases de Teoría de la escucha e Historia de los formatos en el máster de Industria Musical y Estudios Sonoros en la Universidad Carlos III.

## Publicaciones
Desde que empezó a escribir para los blogs The Ratzinger Times y Mediateletipos.org, José Luis Espejo ha escrito textos como "Una utopía más que apetecible. Presente y futuro de los archivos sonoros en el contexto español" junto con Andrea Zarza y desarrollado dentro del proyecto MASE iniciado en 2014 y el texto con las conclusiones de su taller Donostia Noise (2013) del Observatorio de la Escucha y llamado "Moneda y timbre". También ha escrito artículos para revistas digitales como Campo de Relámpagos y ha elaborado textos para el catálogo de ARTe SONoro (2010) editado por La Casa Encendida, la introducción para la publicación de Mikel R. Nieto Dark Sound (2016) y sus reflexiones acerca del Grupal Crew Collective para la publicación Programa sin créditos en modo celebración (2019).
En 2019 editó el libro Escucha, por favor. 13 textos sobre sonido para el arte reciente para la editorial EXIT, donde parte del trabajo hecho por José Manuel Costa y selecciona una serie de textos que abarcan más de cien años sobre el sonido en el arte